# Список ректоров Харьковского университета
Ректорами и исполняющими обязанности ректора Харьковского университета в хронологическом порядке были следующие люди:
- 1805—1806 годы — Рижский, Иван Степанович (7(18).09.1759-14(26).03.1811), филолог
- 1807—1808 годы — Стойкович, Афанасий Иванович (1764-25.09.(6.10).1832), физик
- 1808—1811 годы — Рижский Иван Степанович, во второй раз
- 1811—1813 годы — Стойкович Афанасий Иванович, во второй раз
- 1813—1820 годы — Осиповский, Тимофей Фёдорович (22.01.(2.02).1765-12(24).06.1832), математик
- 1821—1826 годы — Джунковский, Василий Яковлевич (1767-9(21).09.1826), филолог
- 1826—1829 годы — Кронеберг, Иван Яковлевич (19.02.(1.03).1788-19(31).10.1838), филолог
- 1829—1830 годы — Дудрович, Андрей Иванович (1782-25.05(6.06).1830), философ[1]
- 1830—1833 годы — Еллинский, Николай Иванович (1796—1859), медик[2]
- 1833—1836 годы — Кронеберг Иван Яковлевич, во второй раз
- 1836—1837 годы — Комлишинский, Василий Сергеевич (1785—1841), физик
- 1837—1838 годы — Павловский, Андрей Фёдорович (29.11(10.12).1788-5(17).02.1857), математик
- 1839—1841 годы — Куницын, Алексей Васильевич (1807-7(19).02.1883), юрист
- 1841—1849 годы — Гулак-Артемовский, Пётр Петрович (16(27).01.1790-1(13).10.1865), филолог
- 1849—1850 годы — Куницын Алексей Васильевич, во второй раз
- 1850—1852 годы — Палюмбецкий, Александр Иванович (1811-18(30).09.1897), юрист
- 1852—1853 годы — Куницын Алексей Васильевич, в третий раз
- 1853—1858 годы — Фойгт, Карл Карлович (7(19).04.1808-30.04(12.05).1873), филолог
- 1858—1862 годы — Рославский-Петровский, Александр Петрович (9(21).04.1816-25.12.1870(6.01.1871)), историк
- 1862—1872 годы — Кочетов, Владимир Иоакимович (1820-09.1893), агроном
- 1872—1873 годы — Палюмбецкий Александр Иванович, во второй раз
- 1873—1881 годы — Питра, Адольф Самойлович (30.09.(12.10).1830-13(25).03.1889), ботаник
- 1881—1884 годы — Цехановецкий, Григорий Матвеевич (1833-28.02(12.03).1898), экономист
- 1884—1890 годы — Щелков, Иван Петрович (21.02(5.03).1833-14(27).05.1909), физиолог
- 1890—1899 годы — Алексеенко, Михаил Мартынович (5(17).10.1848-18.02.1917), юрист
- 1899—1901 годы — Лагермарк, Герман Иванович (22.05(3.06).1843-1907), химик
- 1901—1905 годы — Куплеваский, Николай Осипович (род. 24.12.1847(5.01.1848)), юрист
- 1905—1906 годы — Рейнгард Людвиг Вильгельмович (Васильевич) (род. 6(18).03.1847-1920), ботаник
- 1906—1911 годы — Багалей, Дмитрий Иванович (26.10.(7.11)1857-9.02.1932), историк
- 1912—1918 годы — Нетушил, Иван Вячеславович (2(14).05.1850-21.02.1928), филолог
- 1918—1920 годы — Пятницкий, Порфирий Петрович (15.09.1859-30.12.1940), геолог-петрограф
- декабрь 1919 — май (июль?) 1920 годы — Левитский, Владимир Фавстович (6.06.1854-26.10.1939), экономист, и. о. ректора
- 1920—1922 годы — Пшеборский, Антоний-Бонифаций Павлович (14.05.1871-24.05.1941), математик
- 1922—1924 годы — Стрельбицкий, Семён Дементьевич (27.04.1875-25.10.1937), общественный деятель
- 1924—1930 годы — Гаврилов, Мирослав Степанович (25.07.1885-15.02.1932), психофизиолог
- 1930—1934 годы — Блудов, Яков Семёнович (4.11.1897-17.01.1984), философ
- 1934—1937 годы — Нефоросний, Алексей Иванович (25.01.1897-6.12.1937), юрист
- 1937—1938 годы — Гуревич, Лазарь Израильевич (18.08.1894-26.05.1966), педагог, и. о. ректора
- 1938—1942 годы — Сазонов, Александр Васильевич (1897—1980?), экономист
- 1941—1942 годы (Харьков) — Желеховский, Андрей Владимирович (1882-09.05.1943), физик
- 1942—1943 годы (Харьков) — Ветухов, Михаил Алексеевич (7.08.1902-11.06.1959), биолог, генетик
- 1942—1943 годы (Кзыл-Орда) — Русько, Алексей Никитич (18.04.1906-25.08.1964), педагог, химик
- 1943—1945 годы — Барабашов, Николай Павлович (18(30).03.1894-29.04.1971), астроном
- 1945—1960 годы — Буланкин, Иван Николаевич (21.01(3.02).1901-31.10.1960), биохимик
- 1960—1966 годы — Лаврушин, Владимир Фёдорович (15(28).05.1912-2.03.2003), химик
- 1966—1975 годы — Хоткевич, Владимир Игнатьевич (11.04.1913-9.07.1982), физик
- 1975—1993 годы — Тарапов, Иван Евгеньевич (20.06.1926-24.03.2002), механик
- 1993—1998 годы — Свич, Василий Антонович (20.02.1937-27.07.2018), радиофизик
- 1998—2021 годы — Бакиров, Виль Савбанович (род.08.06.1946), социолог
- 2021— наст. время — Кагановская, Татьяна Евгеньевна (род. 11.10.1975), юрист